# 케이틀린 홉킨스
케이틀린 홉킨스(Kaitlin Hopkins, 1964년 2월 1일 ~ )는 미국의 배우, 연극 배우, 텔레비전 배우, 영화배우이다.
뉴욕에서 태어났다.

## 영화
- 내니 다이어리 (2007년)
- 레스큐 미 시즌1 (2004년)
- 크로커다일 던디 3 (2001년) - 미스 매티스 역
- 이웃집 개 죽이는 법 (2000년)
- 테드 (1998년)
- 붉은 추장의 몸값 (1998년)
- 이보다 더 좋을 순 없다 (1997년)
- 닥터 퀸 (1993년)
- 스피리츠 (1990년)
- 환락의 여정 (1989년)